# Migdia Chinea-Varela
 (mars 2019).
Si vous disposez d'ouvrages ou d'articles de référence ou si vous connaissez des sites web de qualité traitant du thème abordé ici, merci de compléter l'article en donnant les références utiles à sa vérifiabilité et en les liant à la section « Notes et références ».
Migdia Chinea-Varela, aussi connue sous les noms de Migdia Chinea ou Migdia Varela, est une scénariste et actrice américano-cubaine. Elle a notamment écrit pour les séries télévisées L'Incroyable Hulk et Superboy. Elle apparaît dans quelques rôles au cinéma et à la télévision depuis 1971.  

## Biographie et carrière
Fille d'immigrés cubains, elle est élevée dans le Sud de la Floride où elle pratique le ballet et la danse jazz durant son adolescence. Sa carrière devant la caméra commence en 1971 avec une apparition dans un épisode de la série Mannix (Saison 5, Episode 04 : Les raisins amers). Elle enchaîne ensuite les rôles dans plusieurs séries des années 1970-1980 et écrit dans le même temps des scénarios. Outre les séries télévisées, elle apparaît dans deux films : Splash (1984) et Tabula Rasa (1989).
Elle fut la première latino à rejoindre le Writers Guild of America West, un syndicat américain de scénaristes de l'industrie du cinéma et de la télévision, et a fondé le Latino Writers Committee. Dans ce sens, elle s'est faite la porte-parole lors d'une allocution devant le Congrès et le U.S. Equal Employment Opportunity Commission en octobre 1997 à propos des discriminations dans l'industrie du divertissement. Elle a également poursuivi en justice le Writers Guild of America West et la chaîne de télévision CBS après avoir appris qu'elle ne pourrait travailler pour CBS qu'à un salaire inférieur à la convention salariale du Writers Guild of America West mais le procès a été classé sans suite faute de preuve (corruption).
En 1988, elle reçoit une récompense du Human Relations Commission de la ville de Los Angeles pour son travail de militante. En 1999, elle reçoit la distinction de cum laude de la part de l'université de Californie à Los Angeles.
Elle vit depuis 2006 dans un quartier de Glendale en Californie.

## Filmographie
- 1971 : Mannix (TV)
- 1972 : The Smith family (TV)
- 1973 : Sanford and Son (TV)
- 1974 : Get Christie Love ! (TV)
- 1975 : McCloud (TV)
- 1977 : Tom Wolfe's Los Angeles (TV)
- 1977 : Visions (TV)
- 1977 : Baretta (TV)
- 1977 : The Hardy Boys (TV)
- 1977 : Quincy ME (TV)
- 1978 : L'Incroyable Hulk (TV)
- 1974 : Police Story (TV)
- 1980 : The Night the City Screamed (TV)
- 1982 : The Facts of Life (TV)
- 1984 : Splash
- 1985 : What's Happening Now ! (TV)
- 1986 : Trapper John (TV)
- 1987 : Punky Brewster (TV)
- 1988 : Superboy (TV)
- 1989 : Tabula rasa
- 2001 : Strip Mail (TV)

### Source
- My Life as a 'Two-Fer', Migdia Chinea-Varela, Newsweek, 26 décembre 1988